# Georges Dancigers
Pour les articles homonymes, voir Dancigers.
Georges Danciger ou Dancigers, né le 17 février 1908 à Tukums (actuelle Lettonie), alors dans l'Empire russe, et mort le 1er novembre 1993 à Neuilly-sur-Seine, est un producteur de cinéma russe naturalisé français.

## Biographie

### Famille
Avec son épouse, Gilberte Dancigers née Leonelli, il a eu trois filles, Catherine, Véronique et Nathalie.

### Carrière

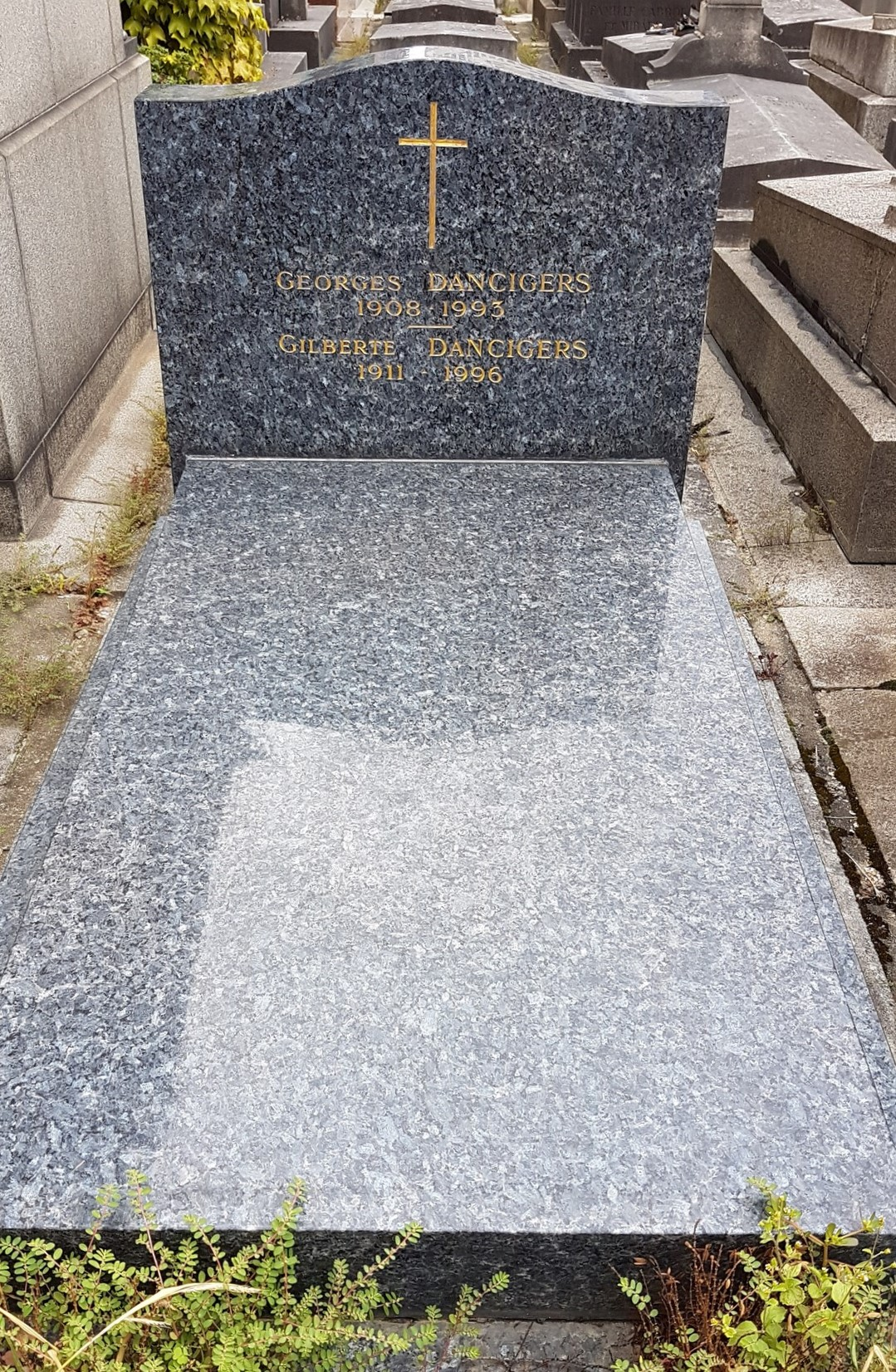
Tombe de Georges Dancingers au cimetière ancien de Neuilly-sur-Seine (division 9).

En 1945, Georges Danciger cofonde, avec Alexandre Mnouchkine et Francis Cosne en 1945, la société de production Les Films Ariane. Il a reçu en 1982 un César d'honneur pour l'ensemble de sa carrière.
Sa tombe se trouve au cimetière ancien de Neuilly-sur-Seine (division 9).

## Filmographie
- 1947 : Non coupable
- 1948 : L'Aigle à deux têtes de Jean Cocteau
- 1949 : Bal Cupidon
- 1951 : Le Cap de l'espérance
- 1952 : Fanfan la Tulipe de Christian-Jaque
- 1953 : Lucrèce Borgia
- 1954 : Madame du Barry
- 1956 : Les Aventures de Till l'espiègle de Gérard Philipe et Joris Ivens
- 1958 : La loi, c'est la loi (La legge è legge)
- 1959 : Rue des prairies
- 1962 : Cartouche de Philippe de Broca
- 1964 : L'Homme de Rio de Philippe de Broca
- 1965 : Les Tribulations d'un Chinois en Chine de Philippe de Broca
- 1967 : Vivre pour vivre
- 1969 : La Vie, l'Amour, la Mort
- 1969 : Les Gauloises bleues de Michel Cournot
- 1969 : Un homme qui me plaît
- 1970 : Le Voyou
- 1971 : La Poudre d'escampette
- 1972 : L'Aventure, c'est l'aventure de Claude Lelouch
- 1972 : Chère Louise
- 1973 : L'Emmerdeur
- 1973 : Le Magnifique de Philippe de Broca
- 1974 : Stavisky
- 1974 : 1789
- 1975 : Vous ne l'emporterez pas au paradis de François Dupont-Midy
- 1975 : L'Incorrigible de Philippe de Broca
- 1975 : Adieu poulet
- 1977 : Un autre homme, une autre chance
- 1978 : Préparez vos mouchoirs de Bertrand Blier
- 1978 : Tendre Poulet
- 1979 : Le Cavaleur de Philippe de Broca
- 1979 : L'Homme en colère de Claude Pinoteau
- 1980 : On a volé la cuisse de Jupiter de Philippe de Broca
- 1981 : Garde à vue de Claude Miller
- 1981 : Psy
- 1981 : Le Professionnel
- 1982 : T'empêches tout le monde de dormir
- 1982 : La Balance de Bob Swaim
- 1987 : Dernier Été à Tanger